# Алексий Студит
Патриа́рх Алекси́й Студи́т (греч. Πατριάρχης Αλέξιος ὁ Στουδίτης; умер 20 февраля 1043) — Патриарх Константинопольский (1025—1043).
Алексий был монахом, а затем игуменом Студийского монастыря, из-за чего и прозван Студитом. По просьбе умирающего императора Василия II Болгаробойцы преподнёс последнему для поклонения главу Иоанна Крестителя, хранившуюся в обители, и благодарный Василий II назначил Алексия на патриаршую кафедру. В день смерти Василия II (15 декабря 1025 года) Алексий был поставлен патриархом Константинопольским.
Умело лавируя между придворными группировками, Алексий сохранил свой пост при последующих частых сменах правителей. В 1028 году Константин VIII, брат и преемник Василия II, назначил своим наследником Романа Аргира, женатого, и к тому же родственника правящей династии, поставив условием свадьбу последнего с царевной Зоей. Алексий Студит нашёл предлог для расторжения предыдущего брака Романа и определил восьмую степень родства между Романом и Зоей, что позволило венчать их союз. В благодарность Роман III, вступив на престол, ежегодно отпускал на нужды храма святой Софии 80 литр (около 25 кг) золота. Когда Роман III был убит при пособничестве, а возможно и участии Зои, Алексий Студит уже на следующий день после убийства обвенчал вдову с её любовником Михаилом IV (1034), за что получил в дар ещё 100 литр золота.
Несмотря на помощь, оказанную Михаилу IV и Зое, Алексий чуть не пал жертвой интриг их всемогущего министра Иоанна Орфанотрофа. При поддержке последнего несколько недовольных митрополитов в 1037 году выразили сомнение в каноничности поставления Алексия патриархом. В ответ Алексий выразил готовность оставить кафедру при условии низложения всех поставленных им за 12 лет патриаршества епископов и отлучения от Церкви трёх помазанных им на царство императоров. Такое предложение не могло быть принято, и Алексий Студит сохранил за собой патриаршество.
В короткое царствование Михаила V, усыновлённого Зоей племянника Михаила IV, Алексий Студит был низложен и сослан в монастырь по обвинению в заговоре. В апреле 1042 года, когда в Константинополе началось восстание против Михаила V, Алексий вернулся в город, участвовал в низложении императора и венчал на царство монахиню Феодору, сестру Зои. Совместное правление Феодоры и вернувшейся из ссылки Зои, ненавидевших друг друга, закончилось возвращением Феодоры в монастырь и новым браком Зои с Константином IX Мономахом. На этот раз патриарх лично не венчал правящую чету, а лишь короновал нового императора. В следующем 1043 году Алексий Студит скончался, а его имущество (около 800 кг золота) было конфисковано в казну.
В период своего патриаршества Алексий Студит инициировал несколько соборных постановлений, в том числе запрещающих передачу монастырских имений мирянам (ноябрь 1027 года), обращение монахов и клириков в светский суд (январь 1028 года), а также смягчающих брачные нормы (брак в седьмой степени родства был признан незаконным, но не подлежащим расторжению). В 1034 году патриарх основал в окрестностях Константинополя новый монастырь в честь Успения Богородицы (так называемый «кир Алексия»), для которого написал устав по образцу Студийского. Этот устав, называемый Студийско-Алексиевским Типиконом, известен в нескольких славянских списках и является важным каноническим памятником.